# أزيار
أزيار هي جماعة قروية في عمالة أكادير إداوتنان، بجهة سوس ماسة، في المغرب. وهي تضم 2948 نسمة، حسب الإحصاء العام للسكان والسكنى لسنة 2014.

## دواوير الجماعة
- دوار
- دوار
- دوار
- دوار
- دوار
- دوار
- دوار

## التعليم
قائمة المؤسسات التعليمية في أزيار:
- مجموعة مدارس أنسري
- مجموعة مدارس سيدي سعيد أتنان
- مجموعة مدارس فاطمة الزهراء